# AEG B.I
AEG B.I е германски разузнавателен самолет, биплан.
Разработен е в AEG, произведен е в малка серия през 1914 г. На базата на B.I са създадени по-успешни самолети B.II, B.III, C.I.

## Характеристики
- Екипаж – 2 души
- Двигатели
  - Мерцедес Д.I
- Мощност
  - 74 kW/100 hp
- Дължина – 10,5 m
- Разпереност – 14,5 m
- Носеща площ – 44 m2
- Скорост, максимална – 110 km/h
- Маса, празен – 744 kg
- Маса, стартова – 1040 kg
- Таван – 2500 m